# Зенке Ротенбергер
Зенке Ротенбергер (нім. Sönke Rothenberger, нар. 14 жовтня 1994) — німецький вершник, олімпійський чемпіон 2016 року.

## Родина
- Батько — Свен Ротенбергер, німецький, потім нідерландський вершник, срібний призер Олімпійських Ігор 1996 року в командній виїздці, бронзовий призер 1996 року в індивідуальній виїздці.
- Мати — Гоннелін Ротенбергер, нідерландська вершниця, срібна призерка Олімпійських Ігор 1996 року.

## Виступи на Олімпіадах
| Олімпіада           | Дисципліна            | Місце |
| ------------------- | --------------------- | ----- |
| Ріо-де-Жанейро 2016 | індивідуальна виїздка | 19    |
| Ріо-де-Жанейро 2016 | командна виїздка      | 1     |

## Зовнішні посилання
- Зенке Ротенбергер — олімпійська статистика на сайті Sports-Reference.com (англ.) (архівна версія)